# Oreothlypis peregrina
Oreothlypis peregrina là một loài chim trong họ Parulidae.